# Карачинское сельское поселение
Карачинское се́льское поселе́ние — муниципальное образование в Тобольском районе Тюменской области Российской Федерации.
Административный центр — село Карачино.

## История
Статус и границы сельского поселения установлены Законом Тюменской области от 5 ноября 2004 года № 263 «Об установлении границ муниципальных образований Тюменской области и наделении их статусом муниципального района, городского округа и сельского поселения».

## Население
| 2010 | 2011 | 2012 | 2013 | 2014 | 2015 | 2016 |
| ---- | ---- | ---- | ---- | ---- | ---- | ---- |
| 557  | ↘555 | ↘539 | ↘536 | ↘531 | ↘527 | ↘521 |
| 2017 | 2018 | 2019 | 2020 | 2021 |      |      |
| ↘516 | ↘500 | ↘482 | ↗483 | ↗559 |      |      |

## Состав сельского поселения
| № | Населённый пункт   | Тип населённого пункта       | Население |
| - | ------------------ | ---------------------------- | --------- |
| 1 | Большая Блинникова | деревня                      | 43        |
| 2 | Долбилова          | деревня                      | 12        |
| 3 | Карачино           | село, административный центр | 496       |
| 4 | Меримовская        | деревня                      | 6         |
| 5 | Шишкина            | деревня                      | 0         |